# 여주농업경영전문학교
여주농업경영전문학교(驪州農業競泳專門學校, Yeoju Institute of Agricultural Management)는 경기도 여주시에 위치한 여주자영농업고등학교에 부설된 도립 2년제 단기 산업교육시설이다. 1997년에 전문대학 학력이 인정되는 단기 산업교육시설 시범학교로 선정되었다. 교명의 전문학교와는 달리 직업전문학교와는 설립 법률 단계부터 다르며, 학점은행제 기관과도 역시 차이가 있다.

## 설립 근거
- 「산업교육진흥 및 산학연협력 촉진에 관한 법률」 제6조 등
- 「여주자영농업고등학교부설농업경영전문학교설치조례 여주자영농업고등학교 부설 농업경영전문학교 설치 조례」

## 연혁
- 1996년 1월 3일: 여주자영농업고등학교 특별과정 설치
- 1996년 3월 15일: 개교
- 1997년 6월 25일: 경기도립학교 설치 조례중 개정 조례안으로 여주자영농고부설 단기산업교육시설(명칭:농업전문교육원)설치 의결 공포(제 2,757호)[2]
- 1997년 12월 27일: 전문대학 졸업 동등 학력인정 단기산업교육시설로 지정고시 (교육부고시 제1997-76호)[3]
- 2002년 8월 1일: 여주농업경영전문학교로 교명 변경

### 학장
여주농업경영전문학교는 학장이 임명되며, 여주자영농업고등학교 교장이 그 직함을 겸임한다.

## 교육편제
다음은 2023년 기준 여주농업경영전문학교의 전문학사 학위 과정 일람이다.
- 스마트원예과(채소전공)
- 스마트원예과(과수전공)
- 스마트원예과(화훼전공)
- 동물자원과
- 식품가공과
- 산림조경과

## 같이 보기
- 여주시
- 여주자영농업고등학교